# Langue littéraire
La langue littéraire est, du point de vue sociolinguistique, l’une des variétés de la langue. La notion de langue littéraire a connu et connaît nombre d’interprétations linguistiques et extra-linguistiques, en fonction des idées dominantes dans telle ou telle époque historique, des idées de divers lettrés et divers linguistes. Les différences concernent aussi bien sa définition, que sa délimitation des autres variétés de la langue, ainsi que le rôle qu’on lui attribue dans la littérature, la culture, l’enseignement et la société.
Le traitement de la notion de langue littéraire ne saurait être séparé de celui des notions de langue commune et de langue standard. Leur rapport a été considéré de diverses façons au cours du temps. Ce qu’on a standardisé en premier dans le domaine de la langue a été celle de la littérature, que l’on a imposée en tant que standard pour la langue en général, mais peu à peu, le standard a été fondé de plus en plus sur la langue commune, et au XXIe siècle, la langue littéraire est considérée tout au plus comme la langue de la littérature artistique, sa notion étant délimitée de celle de langue standard.

## Formation de la langue littéraire
Dans le sens originaire du terme, la langue littéraire est celle de la littérature artistique, y compris celle des écrits religieux. Avant qu’on puisse parler de langue unitaire d’une nation, il s’est formé des variétés littéraires d’idiomes considérés comme des dialectes après la formation de la langue nationale dont ils font partie. Ainsi, dans le cas du français, après qu’il eut existé des littératures en plusieurs idiomes oïl, telles la picarde ou la wallonne, celle qui resta vivace fut la littérature de l’idiome qui allait devenir le français et qui allait intégrer des éléments des autres idiomes parlés en France.
La formation d’une langue littéraire unique sur la base d’un dialecte littéraire avec l’apport des autres est propre à d’autres langues aussi. La base de la langue littéraire italienne est l’idiome littéraire de Toscane, utilisé entre autres par Dante Alighieri. En roumain il y avait cinq dialectes littéraires au XVIe siècle, dont le nombre s’est réduit à quatre au XVIIIe siècle, pour que, finalement, la langue littéraire unique soit basée sur un seul, celui de Munténie, en intégrant des apports des autres. La langue littéraire hongroise s’est formée à partir de la littérature écrite dans les dialectes de l’Est, et l’albanaise sur la base de l’un des deux dialectes principaux, le tosque.

## Conceptions sur la langue littéraire
Concernant la fonction de la langue littéraire du point de vue de la communication langagière dans une communauté linguistique, il y a deux conceptions principales. Conformément à l’une, traditionnelle, les règles établies pour la langue littéraire s’appliquent à l’emploi de la langue en général, c’est-à-dire, avec un terme sociolinguistique, la langue littéraire est langue standard. La seconde, relativement récente, distingue la langue standard de la langue littéraire, en réduisant celle-ci à la langue de la littérature artistique et, éventuellement, aux écrits de la sphère culturelle en général.

### La langue littéraire en tant que langue standard
D’ordinaire, la standardisation d’une langue a débuté par celle de sa variété littéraire et, à l’époque de cette standardisation, les règles de la langue littéraire ont été imposées comme valables pour la langue en général, la langue littéraire se confondant ainsi avec ce qu’on appelle « langue standard ». Cette conception s’est perpétuée jusqu’à une époque relativement proche de l’actuelle.
Selon les linguistes soviétiques des années 1960 à 1990, la langue littéraire est une forme supérieure de la langue nationale, élaborée au cours de l’histoire, codifiée et correcte, étant la langue des œuvres littéraires, des médias, du théâtre, des sciences, des institutions officielles, de l’enseignement, etc. Par ses qualités supérieures à celles des autres variétés de la langue, elle correspond aux besoins culturels de la communauté, disposant des moyens optimaux pour exprimer les idées et les sentiments, et elle assure la communication sociale à grande échelle. Elle est acquise et utilisée par la partie cultivée de la communauté, étant commune au peuple tout entier et acceptée comme exemplaire.
Chez certains linguistes roumains on trouve une conception semblable. Pour Gheție 1978, par exemple, « la langue littéraire pourrait être définie comme l’aspect le plus soigné (ou la variante la plus soignée) de la langue nationale, qui sert en tant qu’instrument d’expression des manifestations les plus diverses de la culture et se caractérise par le respect d’une norme imposée avec nécessité aux membres de la communauté à laquelle elle s’adresse », et d’après Avram 1997, « les grammaires normatives formulent des règles explicites et prescriptives, en y ajoutant des jugements de valeur concernant l’emploi d’une forme ou d’une construction appréciées comme correctes ou erronées dans la variété littéraire de la langue ».
Concernant le hongrois, dans un travail de 1971 on affirme que la langue littéraire « est la variété la plus riche de la langue du peuple, ayant un caractère artistique, différencié et en même temps unitaire et normatif. […] il a un rôle directif dans le développement de la langue en général, ainsi que de ses variétés ».

### Langue littéraire et langue commune
Chez certains linguistes, la notion de langue littéraire côtoie celle de langue commune. Constantinescu-Dobridor 1998 définit la langue commune comme « l’aspect actuel de la langue parlée par une nation, fondé sur une uniformité la plus grande possible exigée par la pratique de la communication, et acquis par toute la communauté, indifféremment de l’appartenance dialectale des locuteurs ». Cet auteur ne rapporte donc pas la langue commune à la langue littéraire. Pour d’autres linguistes, langue littéraire et langue commune sont synonymes. De l’avis d’autres auteurs, la langue commune est la variante parlée de la langue littéraire.

### Langue littéraire, langue commune et langue standard
Chez certains linguistes qui utilisent le terme « langue standard », celui-ci apparaît en tant que synonyme de « langue commune », et la langue littéraire est définie comme celle des œuvres littéraires, ayant pour base la langue commune soignée, mais aussi le spécifique de pouvoir inclure toute autre variété de la langue.
D’autres linguistes n’utilisent pas la notion de langue commune mais seulement celles de langue standard et de langue littéraire, qui ne se confondent pas selon eux, mais sont étroitement liées. Pour Berruto 1987, par exemple, dans le passé il n’y avait qu’un italien standard littéraire, celui de la tradition littéraire écrite, mais à présent, à côté de celui-ci il existe un italien néo-standard qui inclut des formes et des expressions d’autres registres de langue, par exemple le familier. Elles sont acceptées soit parce qu’elles sont employées par des locuteurs ayant un haut niveau d’instruction qui recherchent des effets expressifs, soit parce qu’elles sont présentes dans des médias comme la télévision et la radio. L’auteur donne aussi des exemples dans les deux variétés :
- italien standard littéraire : La informo che non potremo venire « Je vous informe que nous ne pourrons pas venir »;
- italien néo-standard: Le dico que non possiamo venire « Je vous dis qu’on ne peut pas venir ».

Batsch 1989 distingue pour l’allemand une langue littéraire écrite et un standard allemand parlé, proche de la langue littéraire, en mentionnant que « la variante ”supérieure” de la langue standard est la langue littéraire ». Elle met « supérieure » entre guillemets, signalant ainsi qu’elle n’émet pas de jugements de valeur concernant les variétés de langue.
Pour Vasiliu 1965, le roumain standard est « le roumain littéraire utilisé couramment (c’est-à-dire dans des circonstances non officielles) par un locuteur instruit ».
Kálmán 1966 signale, en traitant du hongrois, que « d’habitude on appelle aussi langue littéraire la variante écrite de la variété standard ».
Svobodová 2012, en traitant du slovaque, distingue plus nettement la langue littéraire, qui serait celle de la communication officielle et écrite, de la langue standard, qui serait semi-officielle, parlée et écrite.
Concernant l’albanais, Mantho 2009 considère que la notion de langue littéraire est plus large que celle de langue standard, incluant celle-ci et en même temps la langue de la littérature artistique, qui peut être dialectale. Cette idée est en rapport avec la situation de la langue nationale albanaise qui est basée sur la langue de la littérature en dialecte tosque, parlé en Albanie du Sud, dominante à l’époque de l’éveil de la conscience nationale. La norme littéraire tosque fut imposée en tant que standard unique pour tout le pays et pour les Albanais du Kosovo, tandis que jusqu’à l’instauration du régime communiste, une littérature en dialecte guègue, parlé en Albanie du Nord et au Kosovo continua d’exister. Cette littérature était interdite sous le régime communiste, mais elle fut reprise après la chute de celui-ci, et au Kosovo deux idées se confrontent : celle d’abandonner le standard basé sur le tosque et celle de le maintenir pour l’ensemble des Albanais.

### Critique de la conception traditionnelle de la langue littéraire
Dans les années 2000 il est apparu des linguistes qui vont au-delà de la distinction entre langue standard et langue littéraire, et qui critiquent la conception traditionnelle de ce que devrait être la langue standard.
Molnár 2014, par exemple, constate que depuis qu’on a standardisé la langue littéraire hongroise et qu’on l’a imposée en tant que langue standard, on a continué sur cette voie jusque dans les années 1980. « L’emploi appelé ”exigent” de la langue, pour lequel on faisait de la propagande sous le régime socialiste, visait la correction de la langue. Ce qui l’incarnait était la langue littéraire et la langue commune cultivée en tant que variétés standard, et l’idéologie de l’époque s’était fixé pour but de répandre cette variété standard dans le cadre de l’unification politico-sociale et de l’affermissement de l’unité. L’auteur affirme aussi que chacune des variétés de la langue à sa propre norme, aucune supérieure aux autres, et que ces normes se caractérisent par un dynamisme constant. À son avis, « c’est cette conception de la norme interprétée dans son dynamisme, et l’existence de la variété des normes comme caractéristique de la langue hongroise vivante qu’il faudrait présenter dans la pratique de l’enseignement du hongrois, quel que soit son but. »
Concernant la langue tchèque, une idée analogue est émise par Schmiedtová 2004. Son argument est renforcé par une spécificité de cette langue. Son standard n’est pas ce qu’elle appelle « la langue commune » parlée couramment, mais la norme de l’aspect écrit de la langue littéraire tchèque formée au XIXe siècle, imposée en tant que standard après la Première Guerre mondiale par les membres du Cercle linguistique de Prague. Or la langue courante présente de grandes différences par rapport à cette langue littéraire, surtout dans son phonétisme et sa morphologie. Il y a, par exemple, dans la déclinaison quelques désinences différentes dans les deux variétés. En parlant, même des personnes ayant un haut niveau d’instruction mélangent des formes littéraires et courantes. Dans ces conditions, l’auteur propose d'établir le standard en le fondant sur le « Corpus national tchèque », une base de données à laquelle on travaille en y incluant des livres/textes qui jouissent de popularité. En même temps, elle propose que dans l’enseignement de la langue maternelle on présente au moins en parallèle la langue littéraire et la langue courante, ce que font d’ailleurs les ouvrages destinés à l’enseignement du tchèque langue étrangère.

### La langue de la littérature
Certains auteurs ne font plus aucun lien entre langue littéraire et langue standard. Cseresnyési 2004 mentionne que « parfois l’expression langue littéraire (comme en allemand Literatursprache) ne se réfère pas au type de langue national unitaire mais seulement au langage des œuvres littéraires (même si elles sont dialectales). ».
Les changements survenus dans la langue de la littérature au cours du temps font même certains auteurs se demander s’il existe encore une langue littéraire. Ces changements sont bien visibles dans le cas de la langue de la littérature française. Sa standardisation s’est effectuée à l’époque du classicisme, au XVIIe siècle, sur la base du langage de l’aristocratie de la cour royale, très différente de la langue effectivement parlée en dehors de celle-ci. La norme littéraire a été suivie par les écrivains importants de ce siècle et du suivant. Elle a été fixée par des grammaires et des dictionnaires, devenant prescriptive pour l’enseignement de la langue dans les écoles. Ainsi, à cette époque-là, le standard était-il la langue littéraire. La langue de la littérature a subi certains changements dans la première moitié du XIXe siècle par l’adoption d’éléments de la langue courante, grâce à des facteurs comme l’attitude rebelle du romantisme envers le classicisme. À partir de la seconde moitié du XIXe, la langue de la littérature s’est éloignée encore plus du standard établi au temps du classicisme, restant tout de même autonome par rapport à la langue commune par des traits qui lui étaient propres. Depuis la fin du XXe siècle, la littérature a cessé de se percevoir ou de se vouloir autonome. La langue de la littérature artistique actuelle est très diverse, incluant des traits de tous les registres et variétés de langue, ainsi que de la langue littéraire du passé.

## Sources bibliographiques

### Sources directes
- (hu) A. Jászó, Anna, « Általános ismeretek a nyelvről és a nyelvtudományról » [« Connaissances générales sur la langue et la linguistique »], A. Jászó, Anna (dir.), A magyar nyelv könyve [« Le livre de la langue hongroise »], 8e édition, Budapest, Trezor, 2007  (ISBN 978-963-8144-19-5), p. 11-72 (consulté le 17 mars 2018)
- (ro) Avram, Mioara, Gramatica pentru toți [« Grammaire pour tous »], Bucarest, Humanitas, 1997  (ISBN 973-28-0769-5)
- (en) Batsch, Renate, « A Normtheoretic Approach to Functional and Status Types of Language » [« Une approche normo-théorique des types fonctionnels et de statuts de la langue »], Ammon, Ulrich (dir.), Status and Function of Languages and Language Varieties [« Statut et fonction des langues et des variétés de langue »], Berlin/New York, Walter de Gruyter, 1989  (ISBN 0-89925-356-3), p. 197-215 (consulté le 17 mars 2018)
- (ro) Bejan, Doina Marta, Istoria limbii române (literare) [« Histoire de la langue roumaine (littéraire) »], cours universitaire pour la 1re année, Galați, UDJ, Facultaté de lettres, 2009 (consulté le 17 mars 2018)
- (it) Coletti, Vittorio, « Storia della lingua » [« Histoire de la langue »], Enciclopedia dell'italiano [« Encyclopédie de l’italien »], 2011 (consulté le 17 mars 2018)
- (ro) Constantinescu-Dobridor, Gheorghe, Dicționar de termeni lingvistici [« Dictionnaire de termes linguistiques »], Bucarest, Teora, 1998 ; en ligne : Dexonline (DTL) (consulté le 17 mars 2018)
- (hu) Cseresnyési, László, Nyelvek és stratégiák, avagy a nyelv antropológiája [« Langues et stratégies, ou l’anthropologie de la langue »], chapitre 3 : « Nyelvek a nyelvben » [« Des langues dans la langue »], Budapest, Tinta, 2004  (ISBN 9637094024), p. 61-77 (consulté le 17 mars 2018)
- (ro) Dudău, Ana-Maria, « Conceptul de limbă literară » [« La notion de langue littéraire »], Agata Literară, 11 octobre 2013
- (hu) Király, Lajos, « A mai magyar nyelvjárások » [« Les dialectes hongrois d’aujourd’hui »], A. Jászó, Anna (dir.), A magyar nyelv könyve [« Le livre de la langue hongroise »], 8eédition, Budapest, Trezor, 2007  (ISBN 978-963-8144-19-5), p. 641-686
- Leclerc, Jacques, Histoire de la langue française, Agence intergouvernementale de la Francophonie, 2017 (consulté le 17 mars 2018)
- (en) Mantho, Edlira, « The Present Day Situation On Standard Albanian and the Theory of Argumentation about it » [« La situation actuelle de l’albanais standard et la théorie de l’argumentation à son sujet »], Investigationes linguisticae, vol. XVIII, 2009, Poznań (Pologne), Institut de linguistique, Université Adam-Mickiewicz, p. 72-79 (consulté le 17 mars 2018)
- (ro) Mocanu, Aura, « Polemica G. Ivănescu – Ion Gheție cu privire la limba română literară » [« La polémique G. Ivănescu – Ion Gheție concernant la langue roumaine littéraire »], Anuar de lingvistică și istorie literară, tome LIII, 2013, p. 169-173 (consulté le 17 mars 2018)
- (hu) Molnár, Mária, « A nyelvi norma a magyar nyelvtudományban » [« La norme linguistique dans la linguistique hongroise »], Hungarológiai Évkönyv, 15e année, no 1, 2014, p. 41-54 (consulté le 17 mars 2018)
- (hu) Nagy, Kálmán, Kis magyar nyelvtankönyv [« Petite grammaire du hongrois »], Bucarest, Kriterion, 1980
- (en) Naughton, James, Czech. An Essential Grammar [« Grammaire essentielle du tchèque »], Londres / New York, Routledge, 2006  (ISBN 0-415-28784-7)
- Piat, Julien, « Que reste-t-il de la ”langue littéraire”? », Revue critique de fixxion française contemporaine, no 3, 2011  (ISSN 2033-7019), p. 5-13 (consulté le 17 mars 2018)
- Picoche, Jacqueline et Marchello-Nizia, Christiane, Histoire de la langue française, 3e édition, Paris, Nathan, 1999
- (hu) Sági, Attila, « A nyelvi sztenderdizációs folyamatokat elősegítő és gátló tényezők Japánban a XX. században » [« Facteurs favorables et défavorables aux processus de standardisation de la langue au Japon du XXe siècle »], Takó, Ferenc (dir.), Közel s távol [« Près et loin »], tome II, Budapest, Eötvös Collegium, 2012, p. 131-142 (consulté le 17 mars 2018)
- (en) Schmiedtová, Vera, « Theory of language culture and the current language situation in the Czech Republic » [« Théorie de la culture de la langue et situation actuelle de la langue en République Tchèque »], Kržišnik, Erika (dir.), Aktualizacija jezikovnozvrstne teorije na slovenskem : členitev jezikovne resničnosti : mednarodni simpozij Obdobja metode in zvrsti, Ljubljana, 27.-28. november 2003, Ljubljana, Université de Ljubljana, Faculté de philosophie, Département des langues slaves, Centre du slovène langue seconde ou étrangère, 2004, p. 27-34 (consulté le 17 mars 2018)
- Schoenenberger, Margarita, « Une sociolinguistique prescriptive : la théorie des langues «littéraires» dans la linguistique soviétique des années 60-90 », Langage et société, no 4, 2004, p. 25-51  (ISBN 9782735110155) (consulté le 17 mars 2018)
- (en) Slatinská, Anna et al., « Use of dialects and standard language in the central territory of the Slovak Republic » [« Emploi des dialectes et de la langue standard dans la région centrale de la République Slovaque »], Jaunųjų mokslininkų darbai, no 1, 2014, Université de Šiauliai (Lituanie), p. 81-86,  (ISSN 1648-8776) (consulté le 17 mars 2018)
- (en) Tosi, Arturo, Language and Society in a Changing Italy [« Langue et société dans une Italie changeante »], Multilingual Matters Ltd, 2001 (consulté le 17 mars 2018)

### Sources indirectes
- (it) Berruto, Gaetano, Sociolinguistica dell'italiano contemporaneo [« Sociolinguistique de l’italien contemporain »], Rome, Carocci, 1987
- (ro) Gheție, Ion, Istoria limbii române literare. Privire sintetică [« Histoire de la langue roumaine littéraire. Regard synthétique »], Bucarest, Editura Șțiințifică și Enciclopedică, 1978
- (ro) Ivănescu, Gheorghe, Problemele capitale ale vechii române literare [« Problèmes capitaux du roumain littéraire ancien »], 2de édition (d’après la 1re édition de 1948), Iași, Editura Universității „A. I. Cuza”, 2012  (ISBN 978-973-703-770-1)
- (hu) Kálmán, Béla, Nyelvjárásaink [« Nos dialectes »], Budapest, Tankönyvkiadó, 1966
- (hu) Károly, Sándor, « Az irodalmi nyelv, köznyelv, írott nyelv elnevezésekről » [« Sur les termes langue littéraire, langue commune, langue écrite »], Magyar Nyelvőr, tome 85, 1961, p. 385-398
- (fr) Philippe, Gilles et Piat, Julien (dir.), La Langue littéraire. Une histoire de la prose en France de Gustave Flaubert à Claude Simon, Paris, Fayard, 2009
- (cs) Svobodová, Jana, « Jazyk, společnost a spisovnost dnes » [« Langue, société et culture écrite aujourd’hui »], Gálisová, A. (dir.), Dynamika spoločenských zmien a stratifikácia národného jazyka [« Dynamique des changements sociaux et stratification de la langue nationale »], Banská Bystrica (Slovaquie), FHV UMB, 2012, p. 13-21
- (ro) Vasiliu, Emilian, Fonologia limbii române [« Phonologie de la langue roumaine »], Bucarest, Ed. Știintifică, l965